# Hyposemansis
Hyposemansis là một chi bướm đêm thuộc họ Erebidae.

## Các loài
- Hyposemansis asbolaea Lower, 1903
- Hyposemansis singha Guenée, 1852